# Песола
Песола је насеље у Италији у округу Парма, региону Емилија-Ромања.
Према процени из 2011. у насељу је живело 73 становника. Насеље се налази на надморској висини од 764 м.